# 佩塔尔·克鲁日奇阶梯

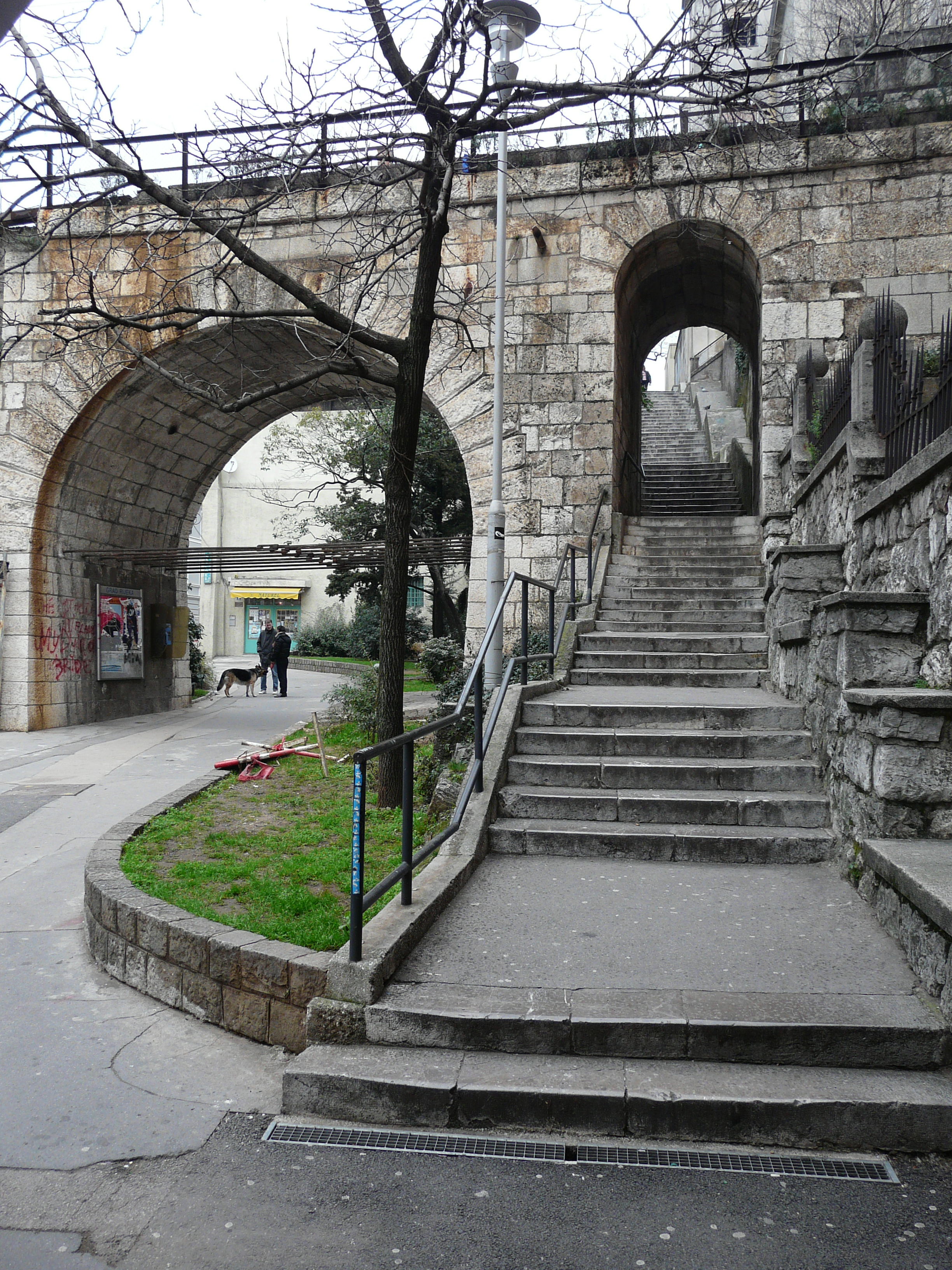

佩塔尔·克鲁日奇阶梯又名特尔塞阶梯，是克罗地亚里耶卡的一处石头阶梯，包括561级石阶，从里耶卡Rjecina河东岸的拱门，通往位于高处的特尔塞（海拔138米）圣母堂，为前往特尔塞圣母堂的朝圣者修建。

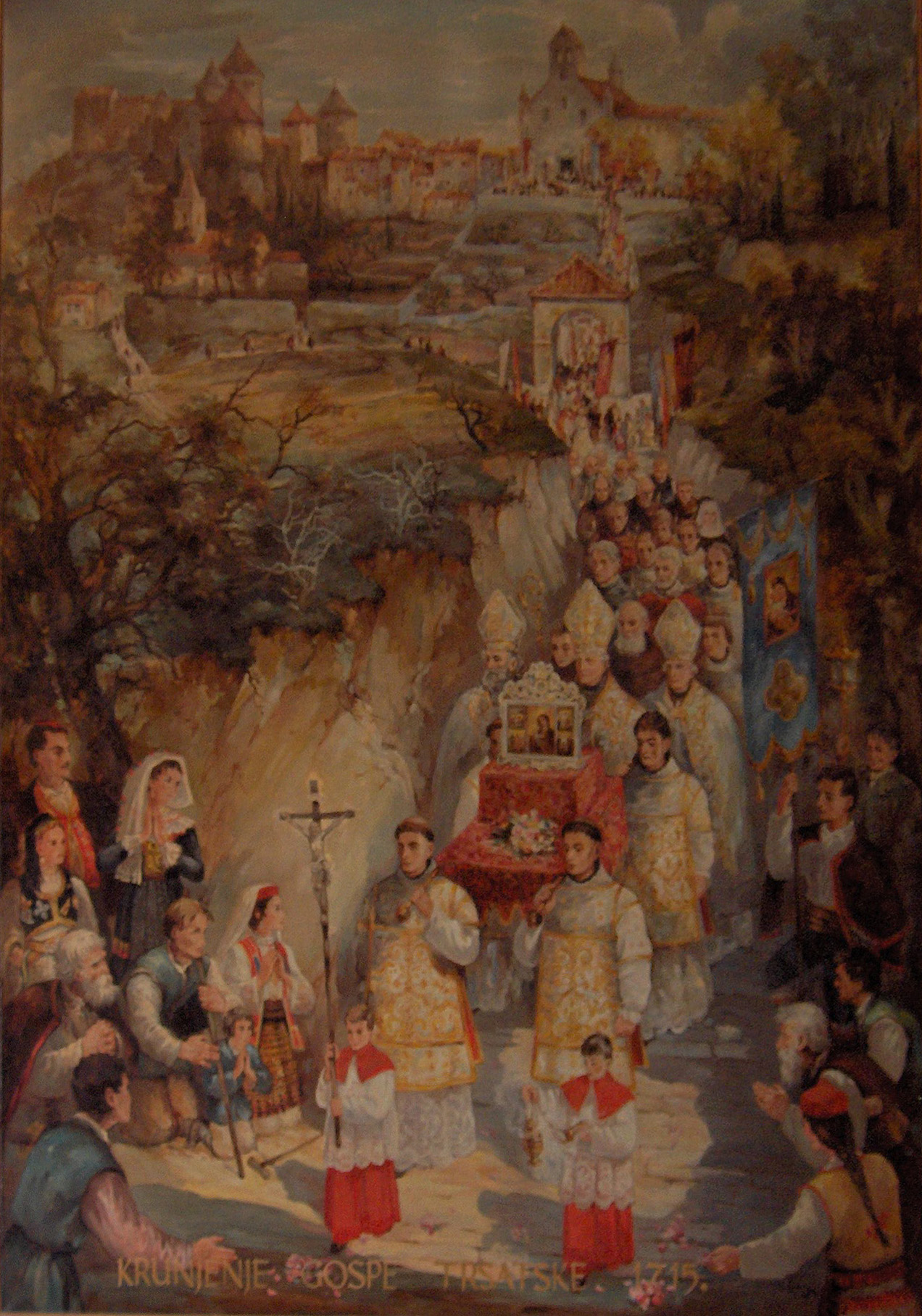
圣母像巡游从特尔塞圣母堂到里耶卡，1715年

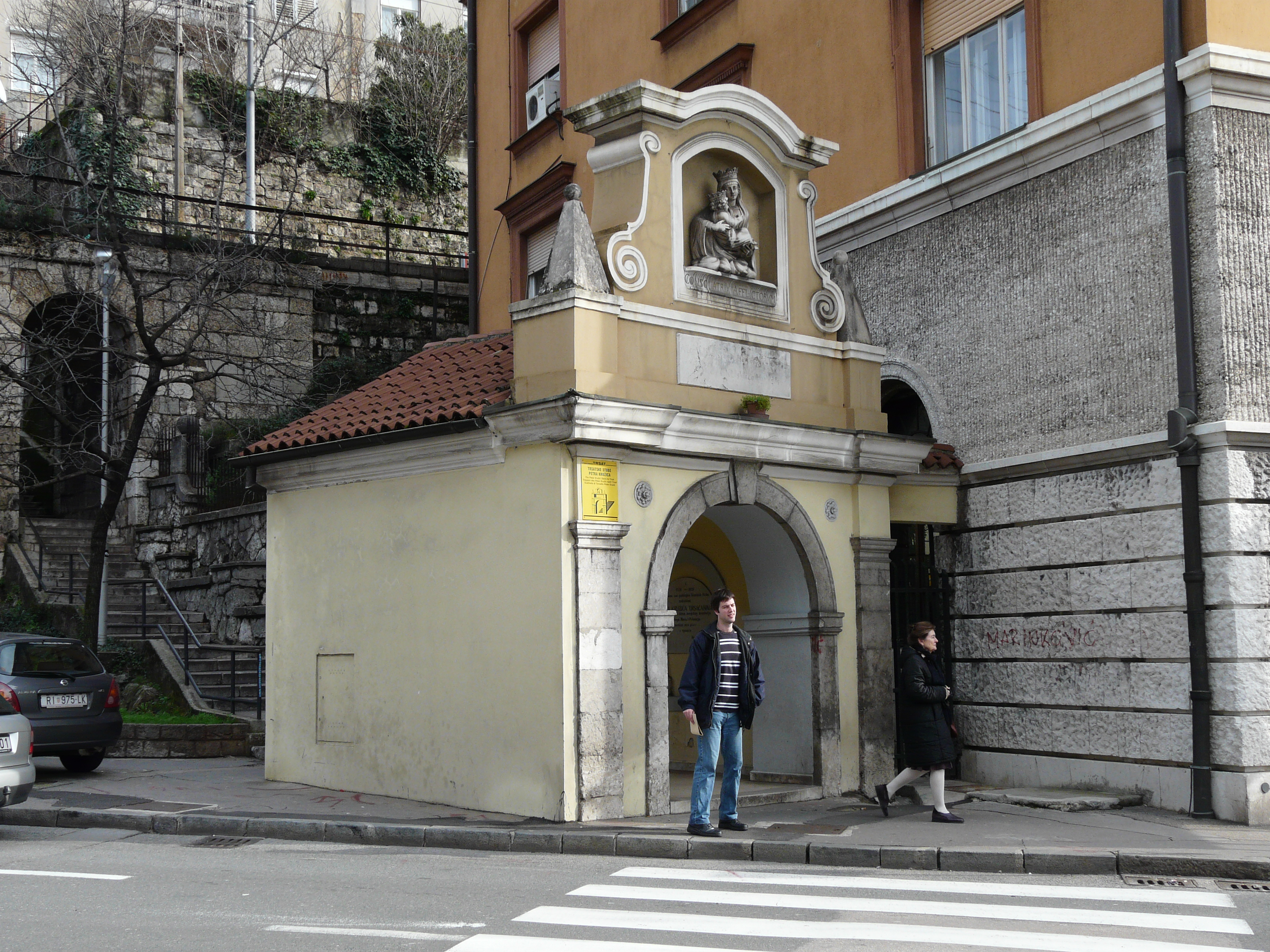
阶梯拱门

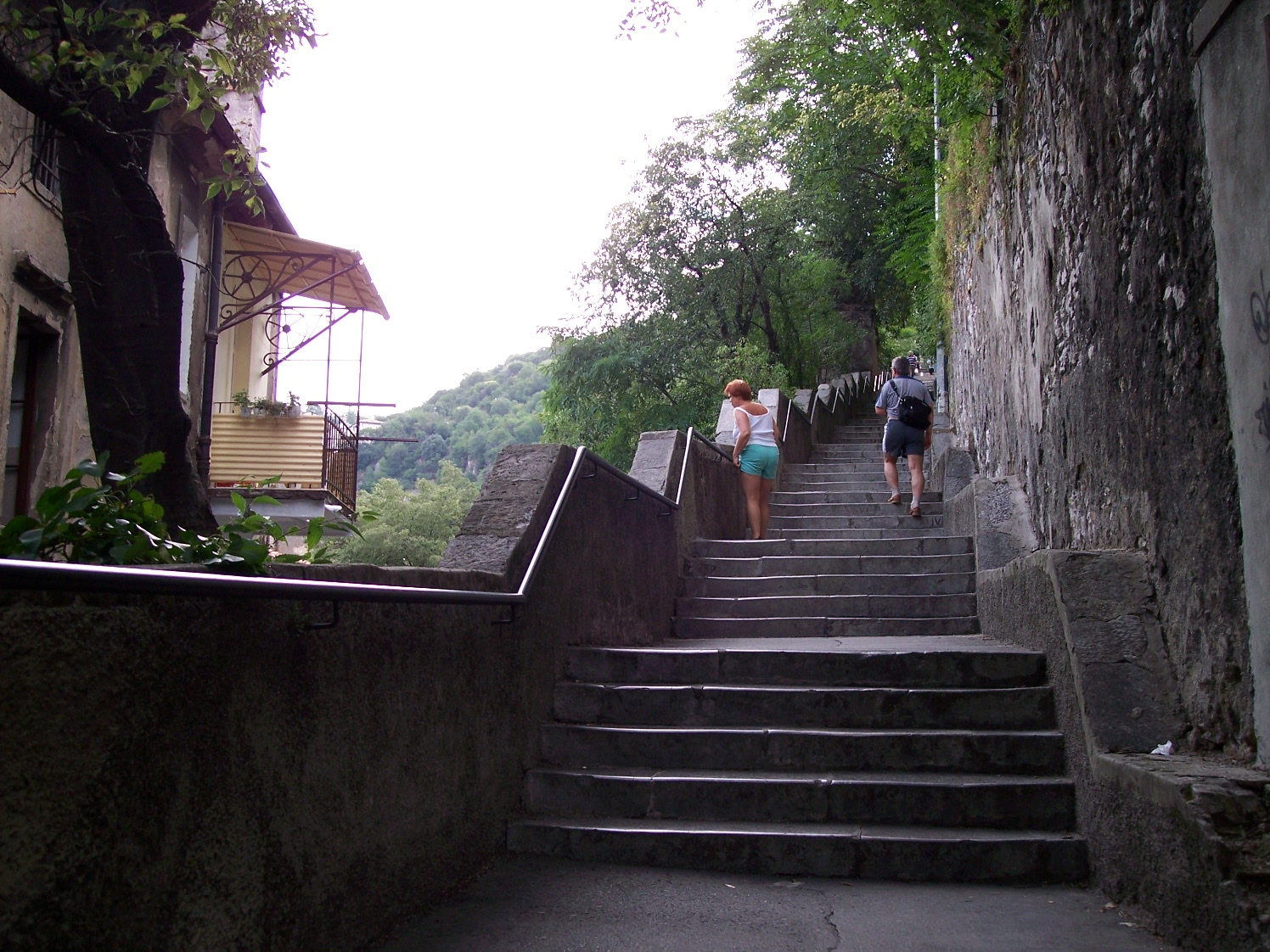
中段

佩塔尔·克鲁日奇阶梯由克罗地亚英雄佩塔尔·克鲁日奇（Petar Kružić）建于1531年，他是克利斯城堡的城防官，在抵御土耳其人的战斗中战死。故此这个阶梯命名为佩塔尔·克鲁日奇阶梯。
阶梯底部的拱门采用凯旋门的形式，巴洛克风格，建于18世纪上半叶。
沿着这个阶梯的一个小堂创建于十五世纪，另一个在十八世纪。